# Mokleakî, Prîlukî
Mokleakî (în ucraineană Мокляки) este un sat în comuna Nova Hreblea din raionul Prîlukî, regiunea Cernihiv, Ucraina.

## Demografie
Componența lingvistică a localității Mokleakî
     Ucraineană (96,07%)
     Rusă (3,93%)
Conform recensământului din 2001, majoritatea populației localității Mokleakî era vorbitoare de ucraineană (96,07%), existând în minoritate și vorbitori de rusă (3,93%).